# Eukiefferiella fuscicornis
Eukiefferiella fuscicornis är en tvåvingeart som först beskrevs av Maurice Emile Marie Goetghebuer 1936.  Eukiefferiella fuscicornis ingår i släktet Eukiefferiella och familjen fjädermyggor.
Artens utbredningsområde är Frankrike. Inga underarter finns listade i Catalogue of Life.